# Henri Léonard Jean Baptiste Bertin
Henri Léonard Jean Baptiste Bertin (ur. 1719, zm. 1792) – polityk francuski. Od roku 1741 był adwokatem w Bordeaux, potem doradcą i przewodniczącym Wielkiej Rady (conseiller et prédident au Grand Conseil). Bertin został intendentem w prowincji Roussillon (1749), potem w Lyonie (1754). Następnie był szefem policji Paryża (lieutenant général de police de Paris) (1757-1759). W 1759 roku przyjął stanowisko generalnego kontrolera finansów.